# Henrik 5. den Ældre af Brunsvig
Henrik 5. den Ældre af Brunsvig (tysk: Heinrich der Ältere von Braunschweig; født ca. 1173, død 28. april 1227), søn af Henrik Løve og medlem af Huset Welf, var pfalzgreve fra 1195 til 1213. Efter en konflikt mellem hans far, Henrik Løve, og den tysk-romerske kejser Henrik 6., blev han som bod tvunget til at kæmpe i den kejserlige hær, men deserterede angiveligt under belejringen af Napoli i 1191.